# Oľšinkov
Oľšinkov, ukrainisch Вiльшинкiв/Wilschynkiw (ungarisch Meggyfalu – bis 1907 Olsinkó, russinisch Выльшинкiв/Wylschynkiw)  ist eine Gemeinde im Nordosten der Slowakei mit 22 Einwohnern (Stand 31. Dezember 2024), die zum Okres Medzilaborce, einem Kreis des Prešovský kraj gehört und in der traditionellen Landschaft Zemplín liegt.

## Geographie
Die Gemeinde befindet sich in den Niederen Beskiden im Bergland Laborecká vrchovina, im Tal des Baches Oľšinkovský potok im Einzugsgebiet des Laborec über den Nebenfluss Výrava, knapp außerhalb der Grenzen des Landschaftsschutzgebiets Východné Karpaty, nahe der Staatsgrenze zu Polen. Das Ortszentrum liegt auf einer Höhe von 443 m n.m. und ist 16 Kilometer von Medzilaborce entfernt (Straßenentfernung).
Nachbargemeinden sind Komańcza (Ortschaft Łupków, PL) im Norden, Svetlice im Osten, Südosten und Süden und Výrava im Westen.

## Geschichte

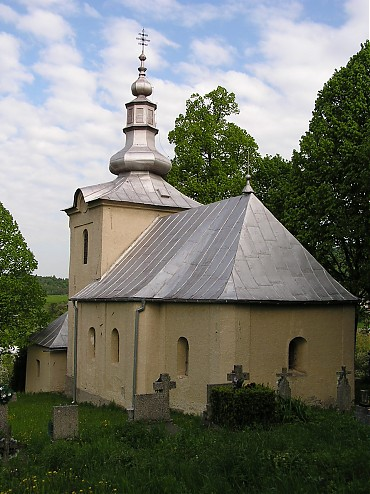
Orthodoxe Kirche im Ort

Oľšinkov wurde zum ersten Mal 1557 als Olsinka schriftlich erwähnt, weitere historische Bezeichnungen sind unter anderen Olssinko (1773) und Olssinkow (1808). Das Dorf war Teil der Herrschaft von Humenné, ab dem 18. Jahrhundert war es Besitz der Familien Szirmay und Dernáth.
1715 gab es 10 verlassene und 12 bewohnte Haushalte. 1787 hatte die Ortschaft 49 Häuser und 293 Einwohner, 1828 zählte man 36 Häuser und 291 Einwohner, die als Landwirte und Waldarbeiter tätig waren.
Bis 1918 gehörte der im Komitat Semplin liegende Ort zum Königreich Ungarn und kam danach zur Tschechoslowakei beziehungsweise heute Slowakei. Von 1928 bis 1940 stellen die Einwohner in Pochwerken Kien-, Lein- und Sonnenblumenöl her. Nach dem Zweiten Weltkrieg pendelte ein Teil der Einwohner zur Arbeit in Industriebetriebe in Medzilaborce und Humenné.

## Bevölkerung
| Jahr                | 1994 | 2004     | 2014     | 2024     |
| ------------------- | ---- | -------- | -------- | -------- |
| Anzahl der Personen | 57   | 34       | 27       | 22       |
| Unterschied         |      | −40,35 % | −20,58 % | −18,51 % |

| Jahr                | 2023 | 2024    |
| ------------------- | ---- | ------- |
| Anzahl der Personen | 21   | 22      |
| Unterschied         |      | +4,76 % |

Nach der Volkszählung 2011 wohnten in Oľšinkov 35 Einwohner, davon 16 Russinen, 13 Slowaken und sechs Ukrainer.
30 Einwohner bekannten sich zur orthodoxen Kirche und zwei Einwohner zur griechisch-katholischen Kirche. Drei Einwohner waren konfessionslos.

## Bauwerke und Denkmäler
- orthodoxe Kirche Geburt der allheiligen Gottesgebärerin im barock-klassizistischen Stil aus dem Jahr 1776[6]

## Verkehr
Nach Oľšinkov führt nur die Cesta III. triedy 3867 („Straße 3. Ordnung“) von Výrava heraus. Die nächsten Bahnanschlüsse sind in Krásny Brod und Medzilaborce an der Bahnstrecke Michaľany–Łupków.